# Adolphe Appia
Adolphe Appia (Ginebra, 1 de setembre de 1862 - Nyon, 29 de febrer de 1928) fou un escenògraf i decorador suís, pioner en las teories del teatre modern, sent un dels més grans innovadors de l'escenografia moderna.
Fill d'un metge ginebrí, co-fundador del Comitè dels Cinc, futur Comitè Internacional de la Creu Roja, Appia estudià música a Ginebra, en particular, amb Hugo de Senger. De 1882 a 1886, freqüentà els conservatoris de París, Leipzig i Dresden, i descobrí els drames wagnerians a Bayreuth, com Parsifal el 1882. Afirmà els seus gusts i prengué consciència de la necessitat de reformar el teatre. A Vevey practicà el disseny industrial i artístic.
Adolphe Appia ha estat considerat una persona avançada al seu temps que va canviar la manera d'entendre el teatre.